# Фюрстенфелдбрук
Фюрстенфелдбрук (на немски: Fürstenfeldbruck) е окръжън град в Горна Бавария, Германия с 34 137 жители (към 31 декември 2012). Намира се на 25 km югозападно от Мюнхен, на ок. 40 km югоизточно от Аугсбург, и на границата с Швабия.
През града минава река Ампер.
През 1263 г. херцог Лудвиг II Строги основава там манастир Фюрстенфелд. Селището е издигнато на град едва на 30 септември 1935 г. През 1936 г. е завършено военното летище. Там се намира централата на производството на бирата „Калтенберг“.